# Нижборковский сельский совет
Нижборковский сельский совет (укр. Нижбірківська сільська рада) — входит в состав
Гусятинского района
Тернопольской области
Украины.
Административный центр сельского совета находится в 
с. Нижборок.

## Населённые пункты совета
- с. Нижборок